# Ferdinando Spinola
Ferdinando Spinola (Génova, 1692 – Génova, 1778) foi Marquês de Arquata Scrivia e o 172.º Doge da República de Génova.

## Biografia
Com a eleição em 7 de janeiro de 1773, o Grande Conselho escolheu Spinola como o novo Doge da República de Génova, nomeação que o marquês Ferdinando Spinola não aceitou de imediato, alegando motivos relacionados com a sua elevada idade e precário estado de saúde em primeira instância. 12 dias tiveram que se passar antes que o Governo e o Senado da República formalizassem a abdicação do Doge. Ele era casado com Margherita de Carion Nezoz, condessa de Morviel, e morreu em Génova em 1778, aos 86 anos. Na ausência de herdeiros, o título de Marquês de Arquata Scrivia passou para o seu sobrinho Agostino Spinola.